# Михайловка (Гільовська сільрада)
Михайловка (рос. Михайловка) — селище в Іскітимському районі Новосибірської області Російської Федерації.
Входить до складу муніципального утворення Гільовська сільрада. Населення становить 130 осіб (2010).

## Історія
Згідно із законом від 2 червня 2004 року органом місцевого самоврядування є Гільовська сільрада.

## Населення
| 2002 | 2007 | 2010 |
| ---- | ---- | ---- |
| 186  | ↗203 | ↘130 |